# ناسرایت
ناسرایت (به آلمانی: Nassereith) یک منطقهٔ مسکونی در اتریش است که در ناحیه ایمست واقع شده‌است. ناسرایت ۷۲٫۴ کیلومتر مربع مساحت دارد و ۸۴۳ متر بالاتر از سطح دریا واقع شده‌است.